# Amarkantak
Amarkantak è una suddivisione dell'India, classificata come nagar panchayat, di 7.074 abitanti, situata nel distretto di Shahdol, nello stato federato del Madhya Pradesh. In base al numero di abitanti la città rientra nella classe V (da 5.000 a 9.999 persone).

## Geografia fisica
La città è situata a 22° 40' 0 N e 81° 45' 0 E e ha un'altitudine di 1.047 m s.l.m..

## Società

### Evoluzione demografica
Al censimento del 2001 la popolazione di Amarkantak assommava a 7.074 persone, delle quali 3.830 maschi e 3.244 femmine. I bambini di età inferiore o uguale ai sei anni assommavano a 919, dei quali 434 maschi e 485 femmine. Infine, coloro che erano in grado di saper almeno leggere e scrivere erano 4.784, dei quali 2.979 maschi e 1.805 femmine.